# El Coyol, Santiago Tuxtla
El Coyol är en ort i Mexiko.   Den ligger i kommunen Santiago Tuxtla och delstaten Veracruz, i den sydöstra delen av landet, 400 km öster om huvudstaden Mexico City. El Coyol ligger 34 meter över havet och antalet invånare är 362.
Terrängen runt El Coyol är platt, och sluttar västerut. Runt El Coyol är det ganska tätbefolkat, med 80 invånare per kvadratkilometer. Närmaste större samhälle är Francisco I. Madero, 9,3 km öster om El Coyol. Omgivningarna runt El Coyol är en mosaik av jordbruksmark och naturlig växtlighet.